# 풍진 백신
풍진 백신(영어: Rubella vaccine)은 풍진에 감염되지 않기 위해 사용하는 백신이다. 단일 접종으로 약 2주 후에 효과가 시작되며, 약 95%의 사람이 면역이 형성된다. 예방 접종률이 높은 국가에서는 더 이상 풍진이 발병되지 않는다. 따라서 80% 이상의 사람들이 예방접종을 받는 것이 중요하다.
세계보건기구 필수 의약품 목록에 풍진 백신이 등재되어 있다. 주변 사람들이 예방 접종을 받지 않았다면, 최소한 가임기 여성은 예방접종을 받는 것이 좋다.

## 풍진 백신 접종 대상 및 접종 방법

### 유아 접종 대상
국가필수예방접종으로 MMR로 예방접종을 통해 예방이 가능하며, 접종 대상은 모든 영∙유아가 해당 된다.
- 예방접종명: MMR(홍역, 풍진, 유행성이하선염)백신 접종
- 접종대상: 모든 영∙유아
- 기초접종: 생후 12~15개월 1회 접종
- 추가접종: 만 4~6세 때 접종

### 성인 접종 대상
- 성인의 경우: 가임기 여성이 MMR 백신을 과거에 1회 또는 2회 접종을 받았더라도 풍진에 대한 항체  검사 결과 양성이 아니라면, MMR 백신을 1회 더 접종하며, 총 접종횟수는 3회를 넘지 않도록 함[3]
- 1978년 이전에 태어난 가임기 여성: 우리나라에 풍진예방접종이 도입된 1978년 이전에 태어난 사람은 풍진바이러스에 대한 항체가 없는 경우가 많으므로, 가임여성의 20% - 30%는 풍진에 걸릴 가능성이 있다. 이들은 풍진 예방접종을 해야 한다.[4]
- 기타 풍진에 걸리기 쉬운 사람: 유아원 종사자, 선생님, 대학생, 군인, 의료인들도 필요시 풍진 예방 접종을 해야 한다.[4]

## 접종 주의 사항[2]
- 선천성 및 후천면역결핍증후군 환자에게는 풍진(MMR)을 비롯한 생백신을 접종하는 것은 금기이다.
- 전신적 면역억제치료를 받고 있는 경우에는 치료 종료 3개월 후에 예방접종을 시행하는 것이 권장된다.
- 골수이식환자에서 이식 후 2년이 경과한 뒤에 MMR 접종을 권장하고 있다.
- 예방접종 후 3개월 동안은 피임을 하는 것이 좋다.[4]

## 부작용
MMR 예방접종 후에 생길 수 있는 부작용은 거의 없다. 발열, 발진, 림프절 종창, 관절통 등이 발생될 수 있고, 관절염, 혈소판 감소증 등이 드물게 발생할 수 있으며, 매우 드물게 중추신경계 이상반응, 과민증등이 발생할 수 있다.